# Municipio de Armería
El municipio de Armería es uno de los diez municipios en que se encuentra dividido el estado mexicano de Colima. Se ubica en el sur de estado. La cabecera municipal y administrativa es la ciudad de Armería.

## Geografía

### Situación
El municipio de Armería se sitúa en el sur del estado de Colima. Limita al norte con el municipio de Coquimatlán, al sur con el océano Pacífico, al este con el municipio de Tecomán y al oeste con el municipio de Manzanillo.
La cabecera municipal se encuentra en las coordenadas 18°56′13″N 103°57′54″O / 18.93694, -103.96500, estas coordenadas corresponden al palacio municipal de Armería.

### Superficie
El municipio tiene una superficie de 408.38 km², lo que corresponde al 6.3 por ciento de la superficie estatal.

### Orografía
Las principales elevaciones del municipio son los cerros: San Buenaventura, El Escorpión, El Zacate, El Jabalí, El Tepalcate y el cerro Escaltitán.

### Hidrografía
El principal río del municipio es el río Armería, otros cuerpos de agua son los canales de riego: Periquillos, La Cañita, Independencia y Cuyutlán.

### Clima
En la zona donde se ubica el municipio el clima es considerado cálido subhúmedo con lluvias en verano, de menor humedad; el 56.2 % del municipio tiene este clima, mientras que el 43.8 % tiene un clima semiseco muy cálido.
El municipio tiene una temperatura media anual de 26 °C y una precipitación pluvial media de 700 milímetros anuales. Los meses con mayor precipitación son: julio, agosto y septiembre.

## Demografía
De acuerdo con el censo del año 2020, el municipio de Armería tiene 27 226 habitantes, de los que 13 940 son hombres y 13 686 son mujeres.
En el municipio hay alrededor de 8224 viviendas particulares habitadas. El grado promedio de escolaridad es de personas de 15 y más años es de 7.8 años.

### Localidades
En el censo de 2020 el municipio de Armería contaba con 82 localidades.
| Código INEGI      | Localidad                | Población (2020) |
| ----------------- | ------------------------ | ---------------- |
| 060010001         | Ciudad de Armería        | 15 368           |
| 060010007         | Cofradía de Juárez       | 3 776            |
| 060010035         | Rincón de López          | 2 615            |
| 060010045         | Augusto Gómez Villanueva | 1 347            |
| 060010341         | Flor de Coco             | 1 080            |
| 060010009         | Cuyutlán                 | 1 006            |
| Otras localidades | Otras localidades        | 17 026           |
| Total municipal   | Total municipal          | 27 626           |